# Kap Pirner
Das Kap Pirner ist eine Landspitze an der Nordküste Südgeorgiens. Es markiert nördlich die Einfahrt zum Moltke-Hafen in der Royal Bay.
Eine von Carl Schrader geleitete deutsche Forschergruppe während des Ersten Internationalen Polarjahres (1882–1883) kartierte und benannte das Kap. Namensgeber ist Johannes Heinrich Pirner, Kapitän des Schiffs Moltke bei dieser Forschungsfahrt.